# Liga a IV-a Timiș
Liga a IV-a Timiș este principala competiție fotbalistică din județul Timiș, organizată de Asociația Județeană de Fotbal (AJF) Timiș, situată în al patrulea eșalon al sistemului de ligi al fotbalului românesc.
Competiția este disputată de un număr variabil de echipe, în funcție de numărul echipelor retrogradate din Liga a III-a, al celor promovate din Liga a V-a Timiș, precum și al echipelor care se retrag sau se înscriu în competiție. Campioana poate sau nu să promoveze în Liga a III-a, în funcție de rezultatul barajului de promovare disputat împotriva campioanei dintr-o serie județeană vecină.

## Istoric

### Campionatul Regional de Fotbal al României
Până la înființarea sistemului divizionar, campionatul regional de fotbal al României a fost ultimul nivel fotbalistic al țării. A luat ființă odată cu reunirea tuturor regiunilor istorice din 1920 după tratatul de la Paris. 
În sezonul inaugural (1920-21) echipele din Timiș au participat împreună cu cele din Arad în seria Timișoara-Arad. Din sezonul 1921-22, Liga de Vest s-a împărțit în 2 serii: Timișoara și Arad.
Din sezonul 1930-31, echipele din Timiș au participat în seriile Banat și Banatul de Sud.
Din 1951 se revine la seria Timișoara echipele arondate fiind cele de pe raza regiunii omonime.
Din sezonul 1961-62 numele regiunii Timișoara se schimba in cea de Banat, astfel numele seriei devine din nou Banat.
În 1968, în urma noii reorganizări administrative și teritoriale a țării, fiecare județ a înființat propriul campionat de fotbal, integrând echipele din fostele campionate regionale, precum și echipele care evoluau anterior în competițiile orășenești și raionale. Proaspăt înființatul Campionat Județean Timiș a fost pus sub autoritatea nou-înființatului Consiliu Județean pentru Educație Fizică și Sport (CJEFS) Timiș.
De atunci, structura și organizarea Ligii a IV-a Timiș, la fel ca în cazul multor alte campionate județene, au suferit numeroase schimbări. Între 1968 și 1992, principala competiție județeană a fost cunoscută sub numele de Campionatul Județean. Între 1992 și 1997, a fost redenumită Divizia C – Faza Județeană, apoi Divizia D, începând cu anul 1997, iar din 2006 este cunoscută ca Liga a IV-a.